# Кутригури
Кутригурите (Kutrigoroi; Kutrigur; Kwrtrgr на старогръцки: Κουτρίγουροι, Κουτούργουροι, Κοτρίγουροι, Κοτρίγοροι, Κουτρίγοροι, Κοτράγηροι, Κουτράγουροι, Κοτριαγήροι) са група прабългарски племена, обитаващи през 5-7 век степната зона северно от Черно море и западно от река Дон. Те са родствени с утигурите, живеещи на изток от тази река. Според Питър Голдън името е тюркско и означава „деветте огурски племена“, а според Дейвид Ланг името също е от тюркски произход и значи „изтъкнати“.
Кутригурите са тюркски номадски ездачи , които процъфтяват в Понтийско-Каспийската степ през 6 век сл. Хр. На изток от тях са били подобните утигури и е възможно и двамата да са били тясно свързани с българите . Те воюват с Византийската империя и утигурите.

## Етимология
Името Кутригур , записано още като Kwrtrgr , Κουτρίγουροι , Κουτούργουροι , Κοτρίγουροι , Κοτρίγοροι , Κουτρίγοροι , Κοτράγουροϳουάγουροϳ οι , Κοτριαγήροι , [ 2] е предложено като метатезирана форма на тюркски *Toqur- Oğur , като *quturoğur означава „девет племена". Дейвид Маршал Ланг го извлича от тюркски kötrügür (забележим, виден, известен). Малко учени подкрепят теориите, извеждащи кутригурите от гути/кути и утигурите от уди/ути , съответно от древна Югозападна Азия и Кавказ , поставени от Осман Каратай .
По същия начин малцина намират Duč'i , което е термин за българите (някои четат Kuchi ) като корен на Kutrigur, поставен от Йозеф Маркварт . 

## История
Кутригурите са споменати често в късноантичните източници от 6 век, така при Псевдо Захария (Pseudo-Zacharias или в Църковната история на Захария Митиленски), Прокопий Кесарийски, Агатий и Менандер Протектор. Прокопий цитира легендарен разказ, според който кутригури и утигури първоначално живеели в една държава. Вероятно през първата половина на 5 век те нападат готите на запад от Дон и ги изтласкват от Черноморска Скития. Кутригурите се установяват в новозавладените земи, а утигурите се връщат източно от реката.
Грусет смята, че кутригурите са останки от хуните, Прокопий разказва:
```
в старите времена много хуни,
 наричани тогава кимерийци , обитавали земите, които вече споменах. Всички те имаха един цар. Веднъж един от техните царе имал двама сина: единият на име Утигур, а другият на име Кутригур. След смъртта на баща си те поделили властта и дали имената си на подчинените народи, така че и до днес едни от тях се наричат утигури, а други – кутригури.
[
13
]
[
14
]
```

Те заемат танаитско-меотската (Доно-Азовска) степна зона, кутригурите в западната част и утригурите на изток.  Тази история се потвърждава и от думите на утигурския владетел Сандилх : 
```
Не е нито честно, нито прилично да изтребваме съплеменниците си (кутригурите), които не само говорят език, идентичен с нашия, които са наши съседи и имат същото облекло и начин на живот, но и които са наши роднини, макар и подложени. на други лордове“
[
13
]
```

Сирийският превод на Църковната история на Псевдо-Захарий Ретор ( ок. 555 г.) в Западна Евразия описва тринадесет племена, wngwr ( Onogur ), wgr ( Oğur ), sbr ( Sabir ), bwrgr ( Burğar , т.е. българи ), kwrtrgr ( Kutriğurs), br (вероятно абарски , т.е. аварски ), ksr ( Kasr ; Akatziri ?), srwrgwr ( Saragur ), dyrmr(* [I]di[r]mar ? < Ιτιμαροι ),  b'grsyq ( Баграсик , т.е. барсили ), kwls ( Хализи ?), bdl ( Абдали ?) и ftlyt ( Ефталит ). Те са описани с типични фрази, използвани за номадите в етнографската литература от този период, като хора, които „живеят в палатки, изкарват прехраната си с месо от добитък и риба, от диви животни и с техните оръжия (грабителство)“.
Първите по-надеждни сведения за кутригурите са от 482, когато те сключват съюз с император Зенон срещу нападналите Източната Римска империя остготи.

### Война с Византия
Агатия ( ок. 579–582) пише:  

...всички те се наричат най-общо скити и в частност хуни според нацията си. По този начин, някои са Koutrigours или Outigours, а други са Oultizurs и Bourougounds... Oultizurs и Bourougounds са били известни до времето на император Лъв (457–474) и римляните от онова време и изглежда са били силни. Ние обаче в днешно време нито ги познаваме, нито мисля, че ще ги познаваме. Може би са загинали или може би са се преместили на много далечно място.

От 493 нататък кутригурите водят многократни войни срещу Империята, като достигат до Илирия, Тесалия и Константинопол. Те участват и в походите на разбунтувалия с пълководец Виталиан (514 – 515 и 518 – 520). Контактите между Империята и кутригурите са разнопосочни – през 528 хан Грод приема християнството и се опитва да го наложи на сънародниците си, но без успех. Войните продължават до 540, когато настъпва известно затишие.
През 550 г. гепидите молят кутригурите за помощ в боевете против лангобардите. По това време те влизат в контакт с Източноримската империя. Въпреки че получават от императора в Константинопол годишни пари, те нахлуват често в източноримската територия; от друга страна кутригурите служат също в източноримската войска, например един Синион (Sinnion) се бие като офицер при Велизарий (505 – 565).
През 551 кутригурите отново нападат териториите на Империята. През 551 г. армия от 12 000 кутригури, водена от много командири, включително Хиниалон , идва от „западната страна на Меотичното езеро “, за да помогне на гепидите , които са във война с лангобардите .
Византийците се споразумяват с хана на утигурите Сандилх, който напада незащитената територия на кутригурите и им нанася тежко поражение, а част от победените кутригури се заселват в Тракия. През 558 кутригурският хан Заберган предприема нов поход към Константинопол, но се оттегля срещу паричен откуп. Междувременно хан Сандилх отново напада земите на кутригурите и през следващите години сблъсъците между кутригури и утигури продължават.
Менандер Протектор е описал времето на пристигането на кутригурите в Тракия по времето на Юстиниан I през 558 г.
Около 558 северно от Каспийско море се появяват аварите и сключват съюз с Източната Римска империя срещу аланите. Преследвани от гьоктюркския военачалник Истеми, те продължават да се придвижват на запад и в средата на 60-те години подчиняват кутригурите. Голяма част от тях се преселват заедно с аварите към Панония и част от земите им са заети от славянското племе анти. В началото на 7 век останалите в Черноморска Скития кутригури, известни вече под името „котраги“, са включени във Велика България на хан Кубрат. Към края на 7 век кутригурите от Панония под водачеството на хан Кубер мигрират към Балканите. Преди това правят бунт в Аварския хаганат. В похода си към Византия през 680 г. достигат до Солун. Сключват мирно споразумение с Византия и се заселват там, където е Керамисийското поле (Битолско поле). В началото на IX век тези земи са включени в състава на България.
Редица изследователи приемат, че претенцията за хунска връзка на кутригурите показва по-скоро преплитане на хунски елементи с новопристигнали тюркски племенни групи. Някои като Бешевлиев, дори отричат всякаква родствена връзката с хуните. Други като като Александър Бурмов оспорват дори прабългарската принадлежност на кутригурите. Трети като Димитър Ангелов приемат, че през VI в. кутригурите били различни от прабългарите, но с течение на времето съществуващите отлики, намаляват и към средата на VII в.в резултат на продължителния съвместен живот в пределите на общото политическо обединение те вече почти не се различават помежду си. М. И. Артамонов приема, че утигурите са от смесен хуно-угърски произход. Друга хипотеза свързва кутригурите с някои кавказки народи, като гутеите от древна Месопотамия. Съществуват и различия по въпроса за идентифицирането на кутригурите спрямо утигурите и тяхната родствена връзка. Съвременни изследвания показват, че евразийските степни племенни съюзи са били твърде разнородни.